# Boinali Saïd
Boinali Saïd Toumbou (Dzaoudzi (Mayotte), 25 de setembre del 1960) és un polític francès.

## Biografia
Boinali Saïd Toumbou era mestre i secretari general de la "Confédération intersyndicale de Mayotte" (CISMA), associada a la Confédération française démocratique du travail, abans d'entrar a la carrera política. En les eleccions legislatives franceses del 2012 (a Mayotte el 10 de juny, una setmana abans que a la França metropolitana) va sortir elegit per la primera circumscripció de Mayotte.
En la seva faceta de dirigent sindical, l'octubre del 2011 va ser un dels principals animadors del moviment contra l'encariment de la vida.